# ソフィー・エリス・ベクスター
- ソフィー・エリス・ベクスター
- ソフィー・エリス＝ベクスター

ソフィー・エリス・ベクスター（Sophie Ellis-Bextor、1979年4月10日 - ）は、イギリスのシンガーソングライター、モデル。イギリスを代表するポップ・アイコンの一人。
2年間のバンド活動の後、ソロ歌手として活動を開始。ディスコ音楽やエレクトロ・ポップを取り入れた革新的なダンス音楽で数々のヒットを飛ばし、中でも2001年のシングル「マーダー・オン・ザ・ダンスフロア」がヨーロッパやオーストラリアを中心に世界中で大ヒット、更に2023年から2024年にかけて映画に使用されたりSNSで人気を集めたことによって再びアメリカを含む世界中でリバイバル・ヒットした。
歌手としてだけでなく、その端麗なルックスから様々な企業のアンバサダーやモデルとしてタイアップする事も多い。またイギリス国内のセーブ・ザ・チルドレンを長年支援するなど活発に社会貢献活動も行っている。 

## 経歴
1979年4月10日、イギリスの子供番組の出演者として知られるジャネット・エリスとプロデューサーのロビン・ベクスターの間に生まれた。両親はソフィーが4歳の頃に離婚。子供時代には母が出演する『ブルー・ペーター』に出演したこともある。
トゥイッケナムの小学校、ハマースミスのインディペンデント・スクールに通い、若年層を対象としたオペラ・スクールではいくつかの劇にも出演した。現在もソフィーはこのオペラ・スクールに支援する形で関わっている。

### Theaudience時代
1997年、インディーズバンド「Theaudience」で、ソフィーはリードボーカルとして音楽活動を開始した。バンドは「アイ・ノウ・イナフ」「ペシミスト・イズ・ネヴァー・ディサポインテッド」などいくつかのTOP40シングルや、1枚のセルフタイトル・アルバムも発表し、マニック・ストリート・プリーチャーズなどともコラボレーションした。この頃には『メロディ・メイカー』誌の読者により「ロック界で最もセクシーな人」に選ばれている。しかし、バンドは1998年12月に解散。ソフィーはソロ歌手として活動することとなり、1999年、デパーチャー・ラウンジのアルバム『アウト・オブ・ヒア』に参加。

### ソロとしての活動開始、スピラーとのコラボレーション

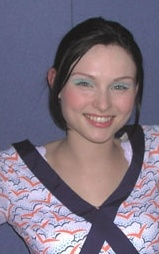
2000年代初頭のソフィー・エリス・ベクスター

2000年、イタリアのDJ、スピラーのシングル「グルーヴジェット (イフ・ディス・エイント・ラヴ)」にボーカルと作詞で参加。この曲はイギリス、オーストラリア、アイルランドで首位を獲得するなど大きなヒットとなり、一躍ポップスターとして注目を浴びることとなり、ソフィーの出世作となった。『メロディ・メイカー』誌上では2000年のダンス・トラック・ランキングで8位をとり、シングル・オブ・ザ･イヤーを受賞、「Metro Newspaper」上のコンテストでは、世界で最も優れている楽曲の9位に選出、2000年にはレコード・オブ・ザ･イヤーの最終選考へのノミネート。同年のエリクソン音楽賞でベストシングル賞とベスト・イビザ・トーン賞を受賞するなど批評的にも高評価を獲得した。

### アルバム『Read My Lips』と成功
2001年、波に乗ったソフィーは自身のソロデビュー作となる『リード・マイ・リップス』を発売。全英アルバムチャートで2位となり、アルバムからは4曲のTOP20シングルを生んだ。このうち「マーダー・オン・ザ・ダンスフロア」（Murder On The Dancefloor)は彼女のキャリア史上最大のヒットシングルとなり、初登場2位を記録したイギリスをはじめ、ヨーロッパの国々の多くやオーストラリアでTOP3や10に入った。更にシェールの曲を一部改作してカヴァーした「テイク・ミー・ホーム」も2位、23週チャートインするロングヒット、イギリスでは「ムーヴ・ディス・マウンテン」と両A面でカットされた「ゲット・オーヴァー・ユー」も3位を記録。同年ショービジネス賞のアーティスト部門で賞を獲得した。更にブリット・アワードでは英国の女性ソロアーティストとして受賞候補者に選ばれ、翌年も候補に挙がった。

### 2000年代中盤-後半

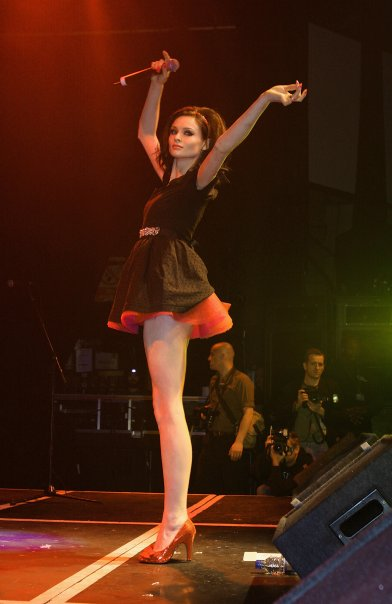
G-A-Yでパフォーマンスするソフィー・エリス・ベクスター (2007年)

2003年10月、セカンド・アルバム『シュート・フロム・ザ・ヒップ』を発売。前作と比べて商業的に振るわなかったが、アルバムからカットされたシングル「ミックスド・アップ・ワールド」はTOP10入りのヒットを記録。2014年のインタビューでソフィーはこのアルバムの作風について「一作目と同じ感じだけど、それよりも少し暗いわ。ちょうどアルバム制作の時に失恋を経験したから、失恋の曲もいくつか入っているの。ファースト・アルバムを作った時ほど面白く軽快な気分じゃなかったけど、三作目（『トリップ・ザ・ライト・ファンタスティック』）ではそれを取り戻すことが出来たの。」と振り返っている。
その後、妊娠のため、アルバムのプロモーションを中止し、育児のため音楽活動を一時休止した。
復帰後の2007年5月21日に3枚目のアルバム『トリップ・ザ・ライト・ファンタスティック』を発表。初登場7位を記録。
同年6月、ジョージ・マイケルのイギリス・ツアーにゲスト・アクトとして参加。彼女自身のイギリス・ツアーは「Trip The Light Fantastic Tour」と銘打って、2007年8月14日から開催される予定だった。しかし9月8日、公式ウェブサイトにて10月11日にアイルランド北部のベルファストから開催されるテイク・ザットの「Beautiful World Tour 2007」に特別ゲストとして招待されたため、彼女自身のイギリス・ツアーを延期することが発表された。。ソフィーは全ての有効なチケットの料金を払い戻し、2008年3月にツアーを延期することを発表したが、ツアーは結局開催されなかった。
2007年9月の初め、ポーランドで開催されたSopot International Song Festivalにイギリス代表として参加した。
2008年4月11日、ソフィーは夏の終わりに4枚目のアルバムを発売予定であると発表した。同じ頃にはマドンナのアルバム『レイ・オブ・ライト』に収録されなかった曲「Revenge」をカバーしたことが、Peter Maggenisによって明らかにされた。
2009年4月。出産予定の第2子がいることを明らかにした。2009年7月下旬もしくは8月上旬にアルバムの先行シングルが、その2週間後にアルバムが発売されることを明らかにしていたが、2010年までの間、シングルのリリースのみに留まり、アルバムは2011年の春に『メイク・ア・シーン』として発売されることになった。

### 2010年代
2014年、これまでのダンス・ポップ路線から転換し、フォークやバロック音楽を取り入れたアルバム『ワンダーラスト』を発表。このアルバムはプロデュースを手掛けたエド・ハーコートとのコラボレーション第一作となり、アルバムは全英アルバムチャートで初登場4位を記録、19週に渡ってチャートインするなどヒットを記録した。同年11月には収録曲のいくつかをダンス・ポップ調にリミックスした『ワンダーミックス』を付属したデラックス・エディションも発売された。
2016年には6枚目のアルバム『ファミリア』を発表。
2019年、これまでに発表してきた楽曲をオーケストラ・アレンジで再録音したアルバム『ザ・ソング・ダイアリーズ』を発表。

### 2020年代、「マーダー・オン・ザ・ダンスフロア」のリバイバル・ヒット
2020年、新型コロナウィルス感染症の世界的流行によるロックダウン中に自宅のキッチンから時に家族も参加してライヴを開催する「キッチン・ディスコ」という企画を自身のInstagramで週一配信し、好評を得る。同年には働く女性とのインタビューをメインとしたポッドキャスト「スピニング・プレーツ・ウィズ・ソフィー・エリス・ベクスター」をスタートさせ、自身の母親を含む芸能界のワーキング・マザーを多数ゲストに迎えた。
同年7月16日、初のベスト・アルバム『ソングス・フロム・ザ・キッチン・ディスコ』を発売。
2021年、著書『Spinning Plates: Music, Men, Motherhood and Me』を上梓、これまでの経験を振り返ったり、自身の考えを綴った内容になっている。
2022年3月からは「キッチン・ディスコ」から派生したコンサート・ツアーをイギリス国内で開催。
2023年、大沢伸一のプロジェクトRHYME SOの楽曲「ディープ・イン・ヴォーグ」に参加。
6月3日、日本を訪れた経験を基にインスピレーションを膨らませたアルバム『花』を発表。同月にはグラストンベリー・フェスティバルに出演。
同年、映画『Saltburn』に「マーダー・オン・ザ・ダンスフロア」が使用されたことや、TikTokで人気を集めたことにより、イギリスのシングルチャートにおいて再び同曲が2位にチャートインし、通算5週に渡って2位を記録、年間チャートでは16位になるなど大きなリバイバル・ヒットを記録。大晦日には140万回再生を超えるなどSpotifyでの同曲の最高ストリーミング記録を更新。これによってソフィーにとっては初となるアメリカのシングルチャートBillboard Hot 100へのチャートインを果たし、それ以外の多くの国でも再びTOP10に入ったり、2001年のオリジナル・リリース時にはチャートインしなかった国へのチャートインや、ビルボードが全世界を対象にしたグローバル・チャートBillboard Global 200でTOP10に入るなど世界的にも記録的なリバイバル・ヒットとなった。同年にはテイク・ザットの『ディス・ライフ・オン・ツアー』オーストラリア公演にスペシャルゲストとして参加。リバイバル・ヒットによる成功によってソフィーにとって2024年は自己最多となる年間110回のパフォーマンスを行うなど大忙しの一年となり、『ザ・トゥナイト・ショー』などのアメリカのテレビ番組にも出演しパフォーマンスを行った。
こうした再ブレイクの後、ソフィーはユニバーサル・ミュージック・グループと契約。移籍後初となるアルバム『ペリメノウポップ』をデッカ・レコードから2025年9月12日に発売予定であり、「フリーダム・オブ・ザ・ナイト」、「リレントレス・ラヴ」、「ヴァーティゴ」などが先行シングルとして発売された。

## 歌手活動以外の活躍
2006年8月、ストリートファッションのブランドであるChain Monsoonで、ソフィー・ダールに代わって、新しいミューズになることが発表された。
2008年5月、化粧品ブランドRimmelのコマーシャルにイメージモデルの一人として出演。
同年、写真家ベン・チャールズ・エドワーズが監督した短編ミュージカル映画『The Town that Boars Me』で主役を務めた。映画は夏の終わりに開催されたポートベロー映画祭で初公開され、Glass Loves and Shoot to Kill Productionsによって製作されている。
2012年、ヘアケアブランドのナイオキシンのブランドモデルに選ばれる。
2024年からファッションサイト『フリーマンズ』のコマーシャルに起用され、CMソングとして「フリーダム・オブ・ザ・ナイト」も使用された。翌年にはソフィーの起用によってサイトの売り上げが上昇したことが報告された。
2025年、コーヒーリーカーの会社ティア・マリアのアンバサダーに新たに選ばれた。

## 社会活動
セーブ・ザ・チルドレンを長年支援している一人。
2008年11月、効率よく二酸化炭素排出量を減らすこと、そして子供たちにエコロジー活動を教育することを目的としたNpowerによるGreener Schools計画に参加した。また、首都のラジオ番組「Capital 95.8」による、ロンドン市民が1時間明かりのスイッチを切ることで750MWhの電力を節約し、世界に気候変動の重要性を訴えかける「Lights Out London」キャンペーンにも参加した。
2018年には世界中の孤児施設を支援するルーモス財団にアンバサダーの一人として参加、障害を抱えるウクライナの孤児達を見舞うなどの活動も行っている。更に算数障害を抱える子供たちを支援するディスカリキュア・ネットワークにも協力している。
2024年、チルドレン・イン・ニードの24時間に渡るダンス・マラソンに参加し、100万ポンドの寄付金を集めた。
LGBTコミュニティからも絶大な人気を得ており、トランスジェンダーを支援することは考えるまでもないことと発言するなどLGBTQコミュニティを積極的に支援している。

## 私生活
2004年4月23日、第一子となる男児を出産し、サニーと名づけられた。 父はThe Feelingのベーシストであるリチャード・ジョーンズで、後に2005年6月25日にイタリアで結婚した。それ以前には、マネージャーであるアンディ・ボイドと6年間交際していた。その後、2009年、2012年、2015年、2019年と出産を重ね、現在五人の息子の母親である。長男と次男の妊娠中には妊娠高血圧腎症に見舞われた。
妹と弟がおり、弟のジャクソン・エリス・リーチはソフィーのバックバンドとしてドラムを担当していた。

## 人物
40代になってより自信が付き、人目を気にしなくなったといい、ステージ上での自分はより進化し続けていると2023年のインタビューで語っている。
食べることが大好きであり、料理にも熱意を燃やす。料理を家族だけでなく友達や仕事仲間にも振る舞うほか、レシピ本も出版している。ソフィーは音楽と食べ物はどちらもノスタルジーや思い出に紐づいた別の場所に連れて行ってくれる力があるといい、「曲を聴いて夏の休暇を思い出すけれど、同時にその休暇中に食べた食事も思い出すの」と語っている。
ツアー中はガーキンス、アーモンドなどのナッツ類を食べて控えめにすることが多い。

## ディスコグラフィ

### スタジオ・アルバム
- 『リード・マイ・リップス』Read My Lips (2001年)
- 『シュート・フロム・ザ・ヒップ』Shoot from the Hip (2003年)
- 『トリップ・ザ・ライト・ファンタスティック』Trip the Light Fantastic (2007年)
- 『メイク・ア・シーン』Make a Scene (2011年)
- 『ワンダーラスト』Wanderlust (2014年)
- 『ファミリア』Familia (2016年)
- 『花』Hana (2023年)
- 『ペリメノウポップ』Perimenopop (2025年)

### コンピレーション・アルバム
- 『ザ・ソング・ダイアリーズ』 - The Song Diaries (2019年)
- 『ソングス・フロム・ザ・キッチン・ディスコ』- The Songs from the Kitchen Disco (2020年)
- 『マーダー・イン・ザ・ナイト』 (2024年) - 配信限定

### ライヴ・アルバム
- 『キッチン・ディスコ - ライヴ・アット・ザ・ロンドン・パラディウム』 - Kitchen Disco - Live at the London Palladium (2022年)

### リミックス・アルバム
- 『リミキシーズ』- Remixes (2024年) - レコード・ストア・デイ限定商品

### シングル
- Take Me Home (2001年)
- Murder on the Dancefloor (2001年)
- Get Over You/Move This Mountain (2002年)
- Music Gets the Best of Me (2002年)
- Mixed Up World (2003年)
- I Won't Change You (2003年)
- Catch You (2007年)
- Me and My Imagination (2007年)
- Today's the Sun's on Us (2007年)
- Bittersweet (2010年)
- Off & On (2011年)
- Starlight (2011年)
- Young Blood (2013年)
- Runaway Daydreamer (2014年)
- Love Is a Camera (2014年)
- The Deer & the Wolf (2014年)
- Come with Us (2016年)
- Crystalise (2016年)
- Wild Forever (2017年)
- Death of Love (2017年)
- Love Is You (2018年)
- Crying at the Discotheque (2020年)
- Breaking the Circle (2023年)
- Everything Is Sweet (2023年)
- Lost in the Sunshine (2023年)
- Freedom of the Night (2024年)
- Relentless Love (2025年)
- Vertigo (2025年)
- Taste (2025年)

#### コラボレーション・シングル
- Groovejet (If This Ain't Love) (2000年) - スピラーとのコラボレーション
- Heartbreak (Make Me a Dancer) (2009年) - フリーメーソンズとのコラボレーション
- Can't Fight This Feeling (2010年) - ジュニア・カルデラとのコラボレーション
- Not Giving Up on Love (2010年) - アーミン・ヴァン・ブーレンとのコラボレーション
- Hypnotized (2022年) - Wuh Ohとのコラボレーション
- Deep in Vogue (2023年) - RHYME SOとのコラボレーション

### EP
- iTunes Live in London (2009年)

### DVD
- Watch My Lips (2003年)
Read My Lips Tourのライヴ映像とミュージック・ビデオ、Theaudience時代の映像を収録。

### 本
- Spinning Plates: Music, Men, Motherhood and Me (2021年)
- Love. Food. Family - Recipes from Kitchen Disco (2022年) - レシピ本